# Битва при Саграхасі (1086)
Би́тва при Сагра́хасі (ісп. Batalla de Sagrajas) — бій, що відбувся 23 жовтня 1086 року між мусульманськими та християнськими військами у Саграхасі, поблизу Бадахоса в Іспанії. Одна з важливих битв Реконкісти. Ісламську армію, що складалася з берберів, арабів, андалусців, очолював альморадівський емір Юсуф ібн Ташфін. Християнським військом, що було втричі меншим, командував леонський король Альфонсо VI. На початку бою християнська кіннота розбила андалуський авангард. Юсуф обійшов противника з флангів і взяв у кільце. Під час січі загинула половина християнського війська. Альфонсо VI вдалося вивести з бою 500 вершників і врятуватися втечею до Корії. Мусульмани здобули велику перемогу ціною великих втрат. Від потоків крові, в яких вояки постійно ослизалися, місце битви отримало назву аз-Заллака (az-Zallaqah, «ослизла земля»). Поразка християн зупинила Реконкісту на декілька поколінь. Андалуські тайфи звільнилися з підданства Леону. Інша назва — би́тва при Зала́ці (араб. معركة الزلاقة‎).

## Передумови
1085 року леонський король Альфонсо VI захопив у мусульман Толедо й вторгся до Сарагоської тайфи. Правителі сусідніх тайф Андалусії, що були неспроможні протистояти йому, звернулися за допомогою до марракеського еміра Юсуфа ібн Ташфіна з берберської династії Альмохадів.
1086 року Юсуф прийняв запрошення андалусців і, подолавши Гібралтарську протоку, прибув із берберсько-негритянською армією до Альхесіраса. Звідти він рушив до Севільї, а згодом — до Бадахоса. По дорозі до нього приєдналися сили голів Севільської, Гранадської, Малагської, Алмерійської та Бадахоської тайф.
Довідавшись про наближення великих мусульманських сил, Альфонсо VI покинув облогу Сарагоси й розіслав накази про мобілізацію. Він також звернувся за допомогою до арагонського короля Санчо І.

## Бій
21 жовтня 1086 року противники зійшлися на північному сході від Бадахоса, на берегах річки Герреро. Християнське військо Альфонсо VI нараховувало 2,5 тисяч вояків, з яких 750 були лицарями. Мусульманська армія мала трикратну перевагу в живій силі, й становила до 7,5 тисяч чоловік. Ісламські джерела подають інші завищені цифри — 20 тисяч мусульман і 50-60 тисяч християн.
На початку сторони обмінялися посланцями. Юсуф ібн Ташфін запропонував християнам навернутися до ісламу, або сплатити данину. Альфонсо VI вирішив, що краще загинути в баталії, зберігши віру й честь.
Вдосвіта 23 жовтня, у п'ятницю, спалахнула битва. Християнська кіннота на чолі з Альваром Фаньєсом зненацька ударила по андалуському авангарду. Нападники розбили його й заполонили табір. Серйозний опір чинили лише севільці під проводом свого еміра Мухаммада ІІ. Незважаючи на шість тяжких поранень і великі втрати, він особистим прикладом надихав своїх підлеглих у бою.
У полудні, коли основні сили Альфонсо VI пішли в атаку, Юсуф ібн Ташфін вислав загони берберів-лемтунів під проводом Сіра ібн Абі-Бакра на підмогу андалусцям. Сам емір ударив по королівських військах з флангах, взявши їх у кліщі. Християни билися так мужньо, що ворогу довелося кинути у бій свою відбірну негритянську гвардію, яка закінчила оточення противника. Король Альфонсо VI чудом вирвався з кільця й вночі відступив із 500 вершниками до Корії. Він зазнав поранення списом у ногу й кульгав решту свого життя.

## Наслідки
У січі загинула, щонайменше, половина леонсько-арагонського війська. Серед убитих були графи Родріго Муньос і Вела Овегес. Мусульмани повідтинали голови переможеним і поробили з них гори-мінарети, на яких читали вдячні молитви. Після цього ці голови повантажили на вози і розіслали по ісламських містах півострова та Африки як свідчення перемоги над «невірними».
Мусульманська армія здобула переконливу перемогу, але втратила у бойовищі до 3 тисяч солдатів. Серед них були кордовський імам Абул-Аббас Ахмад ібн Румайла, родичі ібн Хальдуна та інші. Особливо значні жертви понесли андалусці.
Через великі втрати альморавідська армія не розвинула подальшого наступу. Юсуф ібн Ташфін швидко повернувся до Африки через смерть свого сина-спадкоємця. Місцеві тайфи перестали сплачувати данину Леону.
Після битви Альфонсо VI не втратив жодних територій, але християнська Реконкіста була призупинена на декілька поколінь. Для відновлення військового потенціалу король був змушений звернутися за негайною підмогою до Франції. У травні 1087 року частина франкських лицарів прибули до Піренейського півострова. Більшість з них одразу повернулися, дізнавшись про від'їзд Юсуфа до Африки. Серед тих хто лишився, були кузени-бургундці Раймунд та Генріх, що згодом стали зятями самого Альфонсо VI.